# Donald Nelson
Donald Marr Nelson (Hannibal, 1888 – 1959) è stato un imprenditore statunitense.

## Biografia
Allo scoppio della seconda guerra mondiale era presidente dei grandi magazzini Sears and Roebuck; assieme al presidente della General Motors, Knudsen, ed al rappresentante dei sindacati Hillman, diresse il War Production Board, organo che su incarico del Governo degli Stati Uniti studiò e realizzò la trasformazione dell'economia americana in una di guerra, per adeguarne il potenziale industriale.